# کفر الشیخ
کَفر الشیخ نام شهر و شهرستانی در استان کفر الشیخ مصر است.